# Andimeshk
Andimeshk ( en persa انديمشك Āndīmeshḵ) es la capital del distrito de Andimeshk, en la provincia de Juzestán, en Irán. En el censo de 2010, tenía 167.726 habitantes.
Está situada en el oeste del país, cerca de la frontera con Irak, a 8 km al noroeste de Dezful y el río Dez, a 30 km al norte de Shush, la antigua Susa, y en la ruta ferroviaria que une Teherán con Ahvaz.
Andimeshk se encuentra a los pies de los montes Zagros. El clima es semiárido con veranos extremadamente cálidos (hasta 49 °C) e inviernos suaves (mínima de 3 °C). La lluvia es algo superior a la del sur de Irán, unos 250 mm anuales, pero se limita a los meses de noviembre a abril. En ocasiones, puede superar los 250 mm por mes  y los 600 mm anuales.
La ciudad, junto con Dezful, se encuentra en una importante zona agrícola, regada por los pantanos de Dez y Karkheh, y es uno de los principales productores del país. Destaca la industria del algodón. 

## Historia
Durante el periodo de la dinastía Pahlaví (1925-1979), en Andimeshk se realizaron importantes proyectos de desarrollo, debido a su localización estratégica y a sus recursos, como el embalse de Dez, el embalse de Karkheh y el aeropuerto de Dezful, también conocido como Base Aérea de Vahdati, perteneciente a la Fuerza Aérea de Irán, además de diversas zonas industriales. 
La ciudad fue conectada con el ferrocarril transiranio (Trans-Iranian Railway) en 1929. Durante la Segunda Guerra Mundial se construyó un oleoducto desde Abadán, en la orilla del río Éufrates, donde se encuentra la refinería más grande del mundo. Desde Andimeshk, el petróleo se transportaba en camiones a la Unión Soviética. En 1955, el oleoducto se alargó hasta Teherán. Antes de la construcción de la estación ferroviaria, la ciudad era un villorrio que empezó a crecer rápidamente con el tren, la construcción del oleoducto y la base militar. En 1956 tenía 7324 habitantes; en 1966 tenía 16.195, y en 2010, 167.000. La población, que se instaló en la aldea de Ṣāleḥābād y le dio el nombre de Andimeshk, procedía de Dezful, que tuvo este nombre en la Edad Media.